# Solimán II de Persia
Mir Sayyed Mohammad Marashi, más conocido por su nombre dinástico de Solimán II (en persa: شاه سلیمان)‎, fue un pretendiente safávida que logró convertirse brevemente en gobernante de algunas partes de Irán desde 1749 hasta 1750. Estaba a cargo de los asuntos del santuario del Imam Reza en Mashhad.
El joven Shahroj Mirza Afshar había sido entronizado en Mashhad en octubre de 1748 por nobles iraníes. Dos meses después, Ibrahim Jan se autoproclamó shah; pero fue derrotado y huyó. Sayyid Muhammad se negó a admitirlo en la ciudad santuario de Mashad. La madre de Sayyid Muhammad era hija del shah safávida Suleiman I, y por eso, en 1750, fue entronizado por Mir Alam Khan Khuzaima y algunos jefes kurdos y yalaíridas como Suleiman II. Shahroj, que había sido cegado por Ibrahim, fue restaurado al trono después de solo unos pocos meses, mientras Suleiman II era depuesto y cegado.